# Уошито (округ, Арканзас)
Уо́шито (англ. Ouachita County) — округ, расположенный в штате Арканзас, США с населением в 28 790 человек по статистическим данным переписи 2000 года. Столица округа находится в городе Камден.
Округ Уошито был образован 29 ноября 1842 года и получил своё название по протекающей по территории округа реке Уошито.

## География
По данным Бюро переписи населения США округ Уошито имеет общую площадь в 1917 квадратных километров, из которых 1896 кв. километров занимает земля и 18 кв. километров — вода. Площадь водных ресурсов округа составляет 0,97 % от всей его площади.

### Соседние округа
- Даллас — север
- Калхун — восток
- Юнион — юг
- Колумбия — юго-запад
- Невада — запад
- Кларк — северо-запад

## Демография
По данным переписи населения 2000 года в округе Уочита проживало 28 790 человек, 8071 семей, насчитывалось 11 613 домашних хозяйств и 13 450 жилых домов. Средняя плотность населения составляла 15 человек на один квадратный километр. Расовый состав округа по данным переписи распределился следующим образом: 59,74 % белых, 38,64 % чёрных или афроамериканцев, 0,25 % коренных американцев, 0,24 % азиатов, 0,03 % выходцев с тихоокеанских островов, 0,83 % смешанных рас, 0,26 % — других народностей. Испано- и латиноамериканцы составили 0,73 % от всех жителей округа.
Из 11 613 домашних хозяйств в 30,80 % — воспитывали детей в возрасте до 18 лет, 50,00 % представляли собой совместно проживающие супружеские пары, в 15,60 % семей женщины проживали без мужей, 30,50 % не имели семей. 28,00 % от общего числа семей на момент переписи жили самостоятельно, при этом 13,50 % составили одинокие пожилые люди в возрасте 65 лет и старше. Средний размер домашнего хозяйства составил 2,45 человек, а средний размер семьи — 2,99 человек.
Население округа по возрастному диапазону по данным переписи 2000 года распределилось следующим образом: 25,90 % — жители младше 18 лет, 8,00 % — между 18 и 24 годами, 25,60 % — от 25 до 44 лет, 23,60 % — от 45 до 64 лет и 16,90 % — в возрасте 65 лет и старше. Средний возраст жителей округа составил 39 лет. На каждые 100 женщин в округе приходилось 89,80 мужчин, при этом на каждых сто женщин 18 лет и старше приходилось 85,00 мужчин также старше 18 лет.
Средний доход на одно домашнее хозяйство в округе составил 29 341 долларов США, а средний доход на одну семью в округе — 35 736 долларов. При этом мужчины имели средний доход в 30 976 долларов США в год против 18 800 долларов США среднегодового дохода у женщин. Доход на душу населения в округе составил 15 118 долларов США в год. 16,10 % от всего числа семей в округе и 19,50 % от всей численности населения находилось на момент переписи населения за чертой бедности, при этом 26,20 % из них были моложе 18 лет и 18,60 % — в возрасте 65 лет и старше.

## Главные автодороги
- US 79
- US 278
- AR 4
- AR 7
- AR 9
- AR 24

## Населённые пункты
- Бирден
- Камден
- Чидестер
- Куллендейл — немуниципальный
- Ист-Камден
- Луанн
- Ридер
- Стивенс

## Галерея
|                                                                                        |                                                                      |                                         |   |
| Здание окружного суда в городе Камден, построено в 1933 и реконструировано в 2002 году | Мемориал памяти ветеранов округа Уошито перед зданием окружного суда | Монумент памяти жертв Вьетнамской войны | ' |